# Zingiber oligophyllum
Zingiber oligophyllum là một loài thực vật có hoa trong họ Gừng. Loài này được Karl Moritz Schumann miêu tả khoa học đầu tiên năm 1904.

## Mẫu định danh
Mẫu định danh: Henry A. 1605; thu thập tháng 5 năm 1894, núi Bangk-wung (Bangkinseng, Vạn Kim Thánh sơn 萬金聖山?) thôn Vạn Kim (萬金, tọa độ 22°35′41″B 120°36′40″Đ / 22,59472°B 120,61111°Đ), hương Vạn Loan (萬巒), huyện Bình Đông (屏東), đông nam đảo Đài Loan. Mẫu holotype và isotype lưu giữ tại Vườn Thực vật Hoàng gia tại Kew (K), mẫu isolectotype lưu giữ tại Viện Smithsonian, Washington D.C., Hoa Kỳ (US). Các barcode tương ứng là K000815678, K000815679, 00092878.

## Từ nguyên
Tính từ định danh oligophyllum bắt nguồn từ tiếng Hy Lạp ὀλίγος (olígos) nghĩa là nhỏ và φύλλον (phúllon) nghĩa là lá; ở đây để nói tới các lá nhỏ của loài này.

## Phân bố
Loài này là bản địa đảo Đài Loan, cũng như tại đông nam Trung Quốc đại lục, bao gồm cả Hồng Kông.

## Phân loại
Schumann (1904) xếp loài này trong tổ Cryptanthium. Cùng với Z. ventricosum, Z. thorelii và Z. xishuangbannaense chúng tạo thành tổ hợp Z. oligophyllum.

## Mô tả
Cây thảo lâu năn, thanh mảnh. Thân lá dài 40–45 cm; với 5 bẹ không phiến lá dài 2–13 cm, tù, nhẵn nhụi. Lá thường 4, không cuống, thuôn dài, đỉnh nhọn thon hình đuôi, đáy nhọn, hai mặt nhẵn nhụi, dạng cỏ yếu, khi khô màu xanh lục xám tro, dài 10–25 cm, rộng 4–7 cm; bẹ lá hơi rộng, dạng màng, nhẵn nhụi; lưỡi bẹ rất ngắn, dài không quá 1 mm, nhẵn nhụi. Cành hoa bông thóc không hoa sau khi nở dài 8–9 cm, hình trứng; cuống cụm hoa dài 3–4 cm, nhẵn nhụi, với 4 vảy thuôn dài tù dạng màng. Lá bắc dài bằng nhau, dạng màng, thuôn dài hoặc hình mác nhọn thon, màu xanh lục sau đó có lẽ chuyển thành màu tá, dài 3-4,5 cm; lá bắc con hình mác, xoắn lại, dài 2,5 cm, nhẵn nhụi. Bầu nhụy có lông lụa; đài hoa dạng mo, đáy có lông tơ; ống tràng màu trắng; cánh môi có lẽ có màu sắc tương tự. Quả nang hình thoi, dài 2,2 cm, có đài dài 1 cm trên đỉnh, có lông tơ nhỏ, khi khô nhạt màu. Các ngăn 2-3 hạt.
Loài tương tự như Z. mioga, nhưng khác ở chỗ lá nhỏ và rộng. Flora of China từng coi Z. oligophyllum là đồng nghĩa của Z. mioga.